# Tractat bilateral d'inversió
Un tractat bilateral d'inversió (TBI) és un acord que estableix els termes i les condicions per a la inversió privada per a persones i societats d'un estat en un altre estat. Aquest tipus d'inversió es diu inversió estrangera directa (IED). Els TBI s'estableixen a través de pactes comercials.
La majoria dels TBI concedeixen les inversions realitzades per inversors d'un Estat contractant en el territori de l'altra una sèrie de garanties, que solen incloure un tracte just i equitatiu, la protecció contra l'expropiació, la lliure transferència dels mitjans i la protecció i seguretat plenes. El tret distintiu de molts TBI és de permetre un mecanisme alternatiu de resolució de conflictes, mitjançant el qual un inversor al qual els seus drets suposadament han estat violats, en virtut del TBI, pot recórrer a l'arbitratge internacional, sovint sota els auspicis del Centre Internacional d'Arranjament de Diferències Relatives a Inversions (CIADI), en lloc d'acudir als tribunals de l'estat d'acollida.
El primer TBI del món va ser signat el 25 novembre 1959 entre el Pakistan i Alemanya. En aquest moment hi ha més de 2.500 tractats bilaterals vigents, que impliquen la majoria dels països en el món. Els estats més influents solen negociar els tractats bilaterals sobre la base dels seus propis textos "model" (com el model de TBI dels Estats Units).